# Przyborów (województwo podkarpackie)
Przyborów – osada w Polsce położona w województwie podkarpackim, w powiecie dębickim, w gminie Czarna.
Wierni Kościoła rzymskokatolickiego należą do parafii Wszystkich Świętych i Niepokalanego Serca NMP należącej do dekanatu Dębica Zachód w diecezji tarnowskiej.
W latach 1975–1998 miejscowość położona była w województwie tarnowskim.

## Zabytki
- Poważnie zniszczony dwór-pałac należący kiedyś do rodziny Reyów i Jabłonowskich. Wybudowany w 1918 roku według projektu Stanisława Witkiewicza w stylu zakopiańskim. Znajduje się on w parku z zabytkowymi już m.in. akacjami i dębami, zasadzonymi przez właścicielki pałacu. Znajdował się tam też strumyk, mostek, różne rodzaje kwiatów.